# Lake Otamangakau
Der Lake Otamangakau ist ein Stausee in der Region Manawatū-Whanganui auf der Nordinsel von Neuseeland.

## Geographie
Der Lake Otamangakau befindet sich rund 11 km südwestlich von Lake Taupō. Der künstlich angelegte Stausee besitzt eine Größe von rund 1,8 km² und erstreckt sich über seinen nördlichen Arm in einem 45-Grad-Linksbogen über eine Länge von rund 3,1 km² und über seinen östlichen Arm bis zu Südspitze über eine Länge von rund 2,8 km. Seine breiteste Stelle befindet sich im mittleren Teil des Sees und erstreckt sich über eine Länge von rund 900 m in Nordwest-Südost-Richtung. Die tiefste Stelle des Sees bemisst sich mit 12 m.
Der Stausee ist über zwei Kanäle mit zwei anderen Stauseen verbunden, zum einen über den nach Südwesten gehenden Otamangakau Canal, der den Lake Te Whaiau anbindet, der wiederum seine Wässer dem Lake Otamangakau zuträgt, und zum anderen über dem vom östlichen Arm des Sees ausgehenden Wairehu Canal mit dem Lake Rotoaira, der sich südöstlich des Lake Otamangakau befindet. Über den Wairehu Canal fließen die Wässer des Lake Otamangakau dem Lake Rotoaira zu, der mit 564 m 47 m tiefer liegt als der Lake Otamangakau.
Den See umgeben in östliche und südliche Richtung ausgedehnte Feuchtgebiete.
Gespeist wird der Lake Otamangakau, der sich auf einer Höhe von 611 m befindet, von einigen kleineren Streams aus dem Umland und seinen regulären Abfluss erfährt der See über einen kleinen Stream, der rund 1,7 km weiter in den Whanganui River mündet.

## Staumauer
Die Staumauer des Sees befindet sich an seiner südwestlichen Seite und ist als eine Gewichtsstaumauer ausgeführt. Sie besitzt eine Länge von rund 300 m mit einer Kronenbreite von rund 12 m, da über die Staumauer die Forestry Road führt. Direkt zum See hin misst die Sperre auf Seelevel rund 114 m und auf der westlichen, dem See abgewandte Seite rund 60 m. Der Wasserauslass in Richtung Whanganui River befindet sich an der nördlichen Seite der Bauwerks.
Das Stauziel für den See wird mit 611,98 m angegeben.